# Lijst van voetbalinterlands Cyprus - Zwitserland
Deze lijst van voetbalinterlands is een overzicht van alle officiële voetbalwedstrijden tussen de nationale teams van Cyprus en Zwitserland. De landen speelden tot op heden acht keer tegen elkaar. De eerste ontmoeting, een kwalificatiewedstrijd voor het Europees kampioenschap voetbal 1968, werd gespeeld in Lugano op 8 november 1967. Het laatste duel, een kwalificatiewedstrijd voor het Wereldkampioenschap voetbal 2014, vond plaats op 7 juni 2013 in Genève.

## Wedstrijden
| № | Plaats  | Datum            | Competitie           | Wedstrijd            | Uitslag |
| - | ------- | ---------------- | -------------------- | -------------------- | ------- |
| 1 | Lugano  | 8 november 1967  | EK 1968 kwalificatie | Zwitserland – Cyprus | 5 – 0   |
| 2 | Nicosia | 17 februari 1968 | EK 1968 kwalificatie | Cyprus – Zwitserland | 2 – 1   |
| 3 | Nicosia | 12 februari 2002 | Vriendschappelijk    | Cyprus – Zwitserland | 1 – 1   |
| 4 | Zürich  | 30 maart 2005    | WK 2006 kwalificatie | Zwitserland – Cyprus | 1 – 0   |
| 5 | Nicosia | 7 september 2005 | WK 2006 kwalificatie | Cyprus – Zwitserland | 1 – 3   |
| 6 | Genève  | 20 augustus 2008 | Vriendschappelijk    | Zwitserland – Cyprus | 4 – 1   |
| 7 | Nicosia | 23 maart 2013    | WK 2014 kwalificatie | Cyprus − Zwitserland | 0 − 0   |
| 8 | Genève  | 7 juni 2013      | WK 2014 kwalificatie | Zwitserland − Cyprus | 1 − 0   |

## Samenvatting
| Competitie        | Totaal gespeeld | Winst Cyprus | Gelijk | Winst Zwitserland | Doelsaldo Cyprus – Zwitserland |
| ----------------- | --------------- | ------------ | ------ | ----------------- | ------------------------------ |
| WK-kwalificatie   | 4               | 0            | 1      | 3                 | 1 − 5                          |
| EK-kwalificatie   | 2               | 1            | 0      | 1                 | 2 − 6                          |
| Vriendschappelijk | 2               | 0            | 1      | 1                 | 2 − 5                          |
| Totaal            | 8               | 1            | 2      | 5                 | 5 − 16                         |

Wedstrijden bepaald door strafschoppen worden, in lijn met de FIFA, als een gelijkspel gerekend.

## Details

### Derde ontmoeting
| Vriendschappelijk (Nicosia, Cyprus, 12 februari 2002):         |                     |                                                           |
| Cyprus                                                         | 1 – 1               | Zwitserland                                               |
| Mihalis Konstantinou 21'                                       | goals               | 32' Hakan Yakin                                           |
| Petros Konnafis Yiannakis Okkas Costas Malekkos Panikos Spyrou | strafschoppen 4 – 2 | Fabio Celestini Ricardo Cabanas Alexander Frei Bernt Haas |

### Vierde ontmoeting
| WK 2006 kwalificatie (Zürich, Zwitserland, 30 maart 2005): |       |        |
| Zwitserland                                                | 1 – 0 | Cyprus |
| Alexander Frei 88'                                         | goals |        |

### Vijfde ontmoeting
| WK 2006 kwalificatie (Nicosia, Cyprus, 7 september 2005): |       |                                                           |
| Cyprus                                                    | 1 – 3 | Zwitserland                                               |
| Eustathios Aloneftis 35'                                  | goals | 15' Alexander Frei 69' Philippe Senderos 84' Daniel Gygax |

### Zesde ontmoeting
| Vriendschappelijk (Genève, Zwitserland, 20 augustus 2008): |              | |
| Zwitserland | 4 – 1        | Cyprus |
| Valentin Stocker 8' Hakan Yakin 26' Alain Nef 72' Johan Vonlanthen 81' | goals        | 34' Konstantinos Makridis |
| Ottmar Hitzfeld | bondscoach   | Angelos Anastasiadis |
| Eldin Jakupović Alain Nef Johan Djourou Stéphane Grichting Ludovic Magnin 35' Benjamin Huggel 85' Gökhan Inler 62' Valon Behrami Valentin Stocker 75' Hakan Yakin 62' Blaise Nkufo 62'                                                                         | opstellingen | 53' Antonis Georgallidis Elias Haralambous Paraskevas Hristou Alexis Garpozis 53' Hrysis Mihail 67' Eustathios Aloneftis Marios Nikolaou Konstantinos Makridis 75' Kostas Haralambidis 51' Mihalis Konstantinou 72' Dimitris Hristofi |
| Christoph Spycher 35' Gelson Fernandes 62' Almen Abdi 62' Eren Derdiyok 62' Johan Vonlanthen 75' Sandro Burki 85' | wissels      | 51' Giannis Okkas 53' Stelios Okkaridis 53' Mihalis Morfis 67' Kyriakos Pavlou 72' Alekos Alekou 75' Hristos Marangos |
| Valon Behrami 56' | gele kaarten | 83' Konstantinos Makridis |
| - Debuut van Eldin Jakupović (Grasshopper-Club), Alain Nef (Udinese Calcio), Sandro Burki (FC Aarau), Valentin Stocker (FC Basel) en Almen Abdi (FC Zürich) voor Zwitserland. - Eerste interland van Zwitserland onder leiding van bondscoach Ottmar Hitzfeld. |              | |

### Zevende ontmoeting
| WK 2014 kwalificatie (Nicosia, Cyprus, 23 maart 2013): |       |             |
| Cyprus                                                 | 0 – 0 | Zwitserland |
|                                                        | goals |             |

### Achtste ontmoeting
| WK 2014 kwalificatie (Genève, Zwitserland, 7 juni 2013):  |       |        |
| Zwitserland                                               | 1 – 0 | Cyprus |
| Haris Seferović 90'                                       | goals |        |
| - Debuut van Haris Kyriakou (Omonia Nicosia) voor Cyprus. |       |        |

KOP · A-internationals · Bondscoaches · Statistieken · Cypriotisch vrouwenelftal · Cyprus U21 · Cyprus U20 · Cyprus U19 · Cyprus U18 · Cyprus U17 · Cyprus U16
1960 – 1969 · 
1970 – 1979 · 
1980 – 1989 · 
1990 – 1999 · 
2000 – 2009 · 
2010 – 2019 ·
2020 − 2029
1960 · 
1961 · 
1962 · 
1963 · 
1964 · 
1965 · 
1966 · 
1967 · 
1968 · 
1969 · 
1970 · 
1971 · 
1972 · 
1973 · 
1974 · 
1975 · 
1976 · 
1977 · 
1978 · 
1979 · 
1980 · 
1981 · 
1982 · 
1983 · 
1984 · 
1985 · 
1986 · 
1987 · 
1988 · 
1989 · 
1990 · 
1991 · 
1992 · 
1993 · 
1994 · 
1995 · 
1996 · 
1997 · 
1998 · 
1999 · 
2000 · 
2001 · 
2002 · 
2003 · 
2004 · 
2005 · 
2006 · 
2007 · 
2008 · 
2009 · 
2010 · 
2011 · 
2012 · 
2013 ·
2014 ·
2015 ·
2016 ·
2017 ·
2018 ·
2019 ·
2020 ·
2021 ·
2022
Albanië ·
Andorra ·
Armenië ·
Azerbeidzjan ·
België ·
Bosnië en Herzegovina ·
Bulgarije ·
Canada ·
Denemarken ·
Duitsland ·
Engeland ·
Estland ·
Faeröer ·
Finland ·
Frankrijk ·
Georgië ·
Gibraltar · 
Griekenland ·
Hongarije ·
Ierland ·
IJsland ·
Irak ·
Iran ·
Israël ·
Italië ·
Japan ·
Joegoslavië ·
Jordanië ·
Kazachstan ·
Koeweit ·
Kosovo ·
Kroatië ·
Letland ·
Libanon ·
Litouwen ·
Luxemburg ·
Malta ·
Moldavië ·
Montenegro ·
Nederland ·
Noord-Ierland ·
Noord-Macedonië ·
Noorwegen ·
Oekraïne ·
Oostenrijk ·
Polen ·
Portugal ·
Roemenië ·
Rusland ·
San Marino ·
Saoedi-Arabië ·
Schotland ·
Servië ·
Slovenië ·
Slowakije ·
Sovjet-Unie ·
Spanje ·
Syrië ·
Tsjechië ·
Tsjecho-Slowakije ·
Wales ·
Wit-Rusland ·
Zweden ·
Zwitserland
SFV · A-internationals · Selecties · Bondscoaches · Zwitsers vrouwenelftal · Olympisch elftal · Zwitserland U21 · Zwitserland U19 · Zwitserland U18 · Zwitserland U17 · Zwitserland U16 · Vrouwen U17
1905 – 1919 · 
1920 – 1929 · 
1930 – 1939 · 
1940 – 1949 · 
1950 – 1959 · 
1960 – 1969 · 
1970 – 1979 · 
1980 – 1989 · 
1990 – 1999 · 
2000 – 2009 · 
2010 – 2019 · 
2020 – 2029
EK's: 1996 · 
2004 · 
2008 · 
2016 · 
2020 · 
2024
WK's: 1934 · 
1938 · 
1950 · 
1954 · 
1962 · 
1966 · 
1994 · 
2006 · 
2010 · 
2014 · 
2018 · 
2022
OS: 1924 · 
1928 · 
2012
1905 · 
1906 · 1907 · 
1908 · 
1909 · 
1910 · 
1911 · 
1912 · 
1913 · 
1914 · 
1915 · 
1916 · 
1917 · 
1918 · 
1919 · 
1920 · 
1921 · 
1922 · 
1923 · 
1924 · 
1925 · 
1926 · 
1927 · 
1928 · 
1929 · 
1930 · 
1931 · 
1932 · 
1933 · 
1934 · 
1935 · 
1936 · 
1937 · 
1938 · 
1939 · 
1940 · 
1941 · 
1942 · 
1943 · 
1944 · 
1945 · 
1946 · 
1947 · 
1948 · 
1949 · 
1950 · 
1952 ·
1952 · 
1953 · 
1954 · 
1955 · 
1956 · 
1957 · 
1958 · 
1959 · 
1960 · 
1961 · 
1962 · 
1963 · 
1964 · 
1965 · 
1966 · 
1967 · 
1968 · 
1969 · 
1970 · 
1971 · 
1972 · 
1973 · 
1974 · 
1975 · 
1976 · 
1977 ·
1978 · 
1979 · 
1980 · 
1981 · 
1982 · 
1983 · 
1984 · 
1985 · 
1986 · 
1987 · 
1988 · 
1989 · 
1990 ·
1991 · 
1992 · 
1993 · 
1994 ·
1995 · 
1996 · 
1997 · 
1998 · 
1999 · 
2000 · 
2001 · 
2002 · 
2003 · 
2004 · 
2005 · 
2006 · 
2007 · 
2008 · 
2009 · 
2010 · 
2011 · 
2012 · 
2013 ·
2014 ·
2015 ·
2016 ·
2017 ·
2018 ·
2019 ·
2020 ·
2021 ·
2022
Albanië ·
Algerije · 
Andorra · 
Argentinië ·
Australië ·
Azerbeidzjan ·
België ·
Bolivia ·
Bosnië en Herzegovina ·
Brazilië ·
Bulgarije ·
Canada ·
Chili ·
China ·
Colombia ·
Costa Rica ·
Cyprus ·
Denemarken ·
DDR ·
Duitsland ·
Ecuador ·
Egypte ·
Engeland · 
Estland ·
Faeröer ·
Finland ·
Frankrijk ·
Georgië ·
Ghana ·
Gibraltar ·
Griekenland ·
Honduras ·
Hongarije ·
Hongkong ·
Ierland ·
IJsland ·
Israël ·
Italië ·
Ivoorkust ·
Jamaica ·
Japan ·
Joegoslavië ·
Kameroen ·
Kenia ·
Kosovo ·
Kroatië ·
Letland ·
Liechtenstein ·
Litouwen ·
Luxemburg ·
Malta ·
Marokko ·
Mexico ·
Moldavië ·
Montenegro ·
Nederland ·
Nigeria ·
Noord-Ierland ·
Noorwegen ·
Oekraïne ·
Oman ·
Oostenrijk ·
Panama ·
Peru ·
Polen ·
Portugal ·
Qatar ·
Roemenië ·
Rusland ·
Saarland ·
San Marino ·
Schotland ·
Servië ·
Slovenië ·
Slowakije ·
Sovjet-Unie · 
Spanje ·
Togo ·
Tsjechië ·
Tsjecho-Slowakije ·
Tunesië ·
Turkije ·
Uruguay ·
Venezuela ·
VA Emiraten ·
Verenigde Staten ·
Wales ·
Wit-Rusland ·
Zimbabwe ·
Zuid-Korea ·
Zweden
Albanië (2016) ·
Argentinië (2014) ·
Brazilië (2018) ·
Chili (2010) ·
Costa Rica (2018) ·
Ecuador (2014) ·
Frankrijk (2006) ·
Frankrijk (2014) ·
Frankrijk (2016) ·
Frankrijk (2021) ·
Honduras (2010) · 
Honduras (2014) · 
Italië (2021) · 
Oekraïne (2006) ·
Portugal (2008)  · 
Portugal (2022) · 
Roemenië (2016) · 
Servië (2018) ·
Spanje (2010) ·
Spanje (2021) ·
Togo (2006) ·
Tsjechië (2008) ·
Turkije (2008) ·
Turkije (2021) ·
Wales (2021) ·
Zuid-Korea (2006) ·
Zweden (2018)